# Pożywka z tioglikolanem sodu

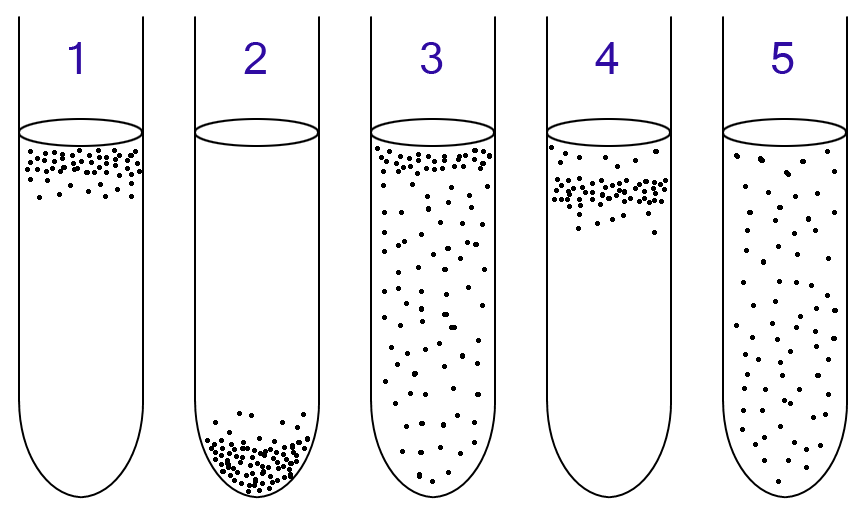
Pożywka z tioglikolanem sodu do hodowli bakterii beztlenowych

Pożywka z tioglikolanem sodu – płynne podłoże używane w mikrobiologii do hodowli bakterii beztlenowych, zwłaszcza przetrwalnikujących rodzaju Clostridium.

## Skład
Pożywka składa się z wody destylowanej, agaru, wyciągu z drożdży, cystyny i hydrolizatu kazeiny. Tioglikolan sodu odpowiada za obniżenie potencjału redox i umożliwia przeżycie beztlenowcom, natomiast rezazuryna (świeża) pozwala na ocenę tego potencjału. pH podłoża wynosi 7,1. Konieczne jest przechowywanie pożywki w ciemnym miejscu.